# Hockey sur gazon aux Jeux olympiques de 1920
Navigation
Londres 1908 Amsterdam 1928
Le tournoi de hockey sur gazon aux Jeux olympiques de 1920 se tient à Anvers, en Belgique, du 1er au 5 septembre 1920 au Stade olympique d'Anvers.

## Acteurs du tournoi
| Belgique | Danemark | France | Grande-Bretagne |
| André Becquet Pierre Chibert Raoul Daufresne de La Chevalerie Fernand de Montigny Charles Delelienne Louis Diercxsens Robert Gevers Adolphe Goemaere Charles Gniette Raymond Keppens René Strauwen Pierre Valcke Maurice van den Bemden Jean van Nerom | Hans Bjerrum Ejvind Blach Niels Blach Steen Due Thorvald Eigenbrod Frands Faber Hans Jørgen Hansen Hans Herlak Henning Holst Erik Husted Paul Metz Andreas Rasmussen | Roland Bedel André Bounal Georges Breuille Pierre Estrabant Désiré Guard Paul Haranger Robert Lelong Edmond Loriol Jacques Morise Gaston Rogot Pierre Rollin | Charles Atkin John Bennett Colin Campbell Harold Cassels Harold Cooke Eric Crockford Reginald Crummack Harry Haslam Arthur Leighton Charles Marcon John McBryan George McGrath Stanley Shoveller William Smith Cyril Wilkinson |

## Résultats

### Classement
| Rang | Équipe          | Pts | J | G | N | P | Bp | Bc | Diff |
| ---- | --------------- | --- | - | - | - | - | -- | -- | ---- |
| 1    | Grande-Bretagne | 6   | 3 | 3 | 0 | 0 | 17 | 2  | +15  |
| 2    | Danemark        | 4   | 3 | 2 | 0 | 1 | 15 | 8  | +7   |
| 3    | Belgique        | 2   | 3 | 1 | 0 | 2 | 6  | 19 | -13  |
| 4    | France          | 0   | 3 | 0 | 0 | 3 | 3  | 12 | -9   |

### Matchs
| 1er septembre 1920 | Grande-Bretagne | 5 - 1 | Danemark | Stade olympique d'Anvers, Anvers |  |
|                    |                 |       |          |                                  |  |

| 1er septembre 1920 | Belgique | 3 - 2 | France | Stade olympique d'Anvers, Anvers |  |
|                    |          |       |        |                                  |  |

| 3 septembre 1920 | Grande-Bretagne | 12 - 1 | Belgique | Stade olympique d'Anvers, Anvers |  |
|                  |                 |        |          |                                  |  |

| 3 septembre 1920 | Danemark | 9 - 1 | France | Stade olympique d'Anvers, Anvers |  |
|                  |          |       |        |                                  |  |

| 4 septembre 1920 | Grande-Bretagne | V. - Forfait | France | Stade olympique d'Anvers, Anvers |  |
|                  |                 |              |        |                                  |  |

| 5 septembre 1920 | Danemark | 5 - 2 | Belgique | Stade olympique d'Anvers, Anvers |  |
|                  |          |       |          |                                  |  |